# Amphinemura guadarramensis
Amphinemura guadarramensis är en bäcksländeart som först beskrevs av Aubert 1952.  Amphinemura guadarramensis ingår i släktet Amphinemura och familjen kryssbäcksländor. Inga underarter finns listade i Catalogue of Life.